# Allopterus cavelli
Allopterus cavelli là một loài bọ cánh cứng trong họ Tetratomidae. Loài này được Broun miêu tả khoa học đầu tiên năm 1893.